# Duschslang

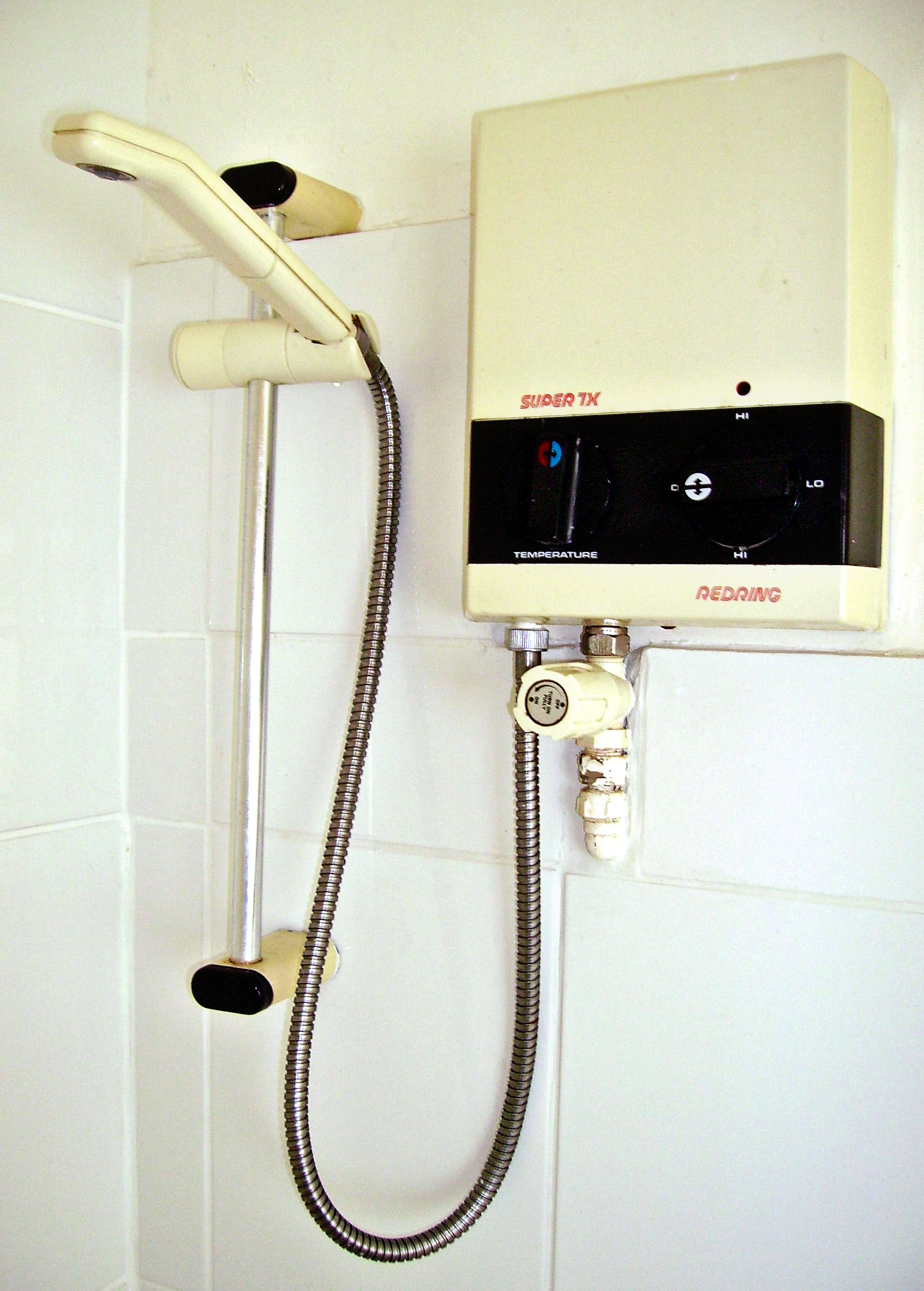
Duschslang med förkromat metallhölje

Duschslang är en slang som förbinder munstycket på en handdusch med husets vattenförsörjning. Duschslangen kopplas vanligtvis mellan en duschblandare för varm- och kallvatten, och handduschen. I båda ändar har duschslangen vanligen en gängad slangkoppling (för 1/2-tums anslutning). Dessa kopplingar brukar alltid medfölja slangen då man köper den.
Duschslangen är numera vanligen tillverkad av armerad plast. Förr användes gummi. Det finns även modeller där plastslangen utvändigt är omspunnen av ett flexibelt metallhölje. Standardlängd är 150 cm. Andra vanliga längder är 125, 160 och 200 cm.
Viktigt att tänka på är att spola ur duschslangar som inte använts på länge, före användning, eftersom det finns risk för påväxt av legionellabakterier i slangen där vattnet varit stillastående en längre period. (Se Dusch)